# Gyimesi György
Gyimesi György (Királyhelmec, 1935. október 2.) orvos, vadászíró, politikus.

## Élete
Iskoláit Királyhelmecen végezte, majd 1953-ban érettségizett. Beteg édesapja meghalt, még mielőtt orvosként végzett 1960-ban a kassai egyetemen.
1960–1964-ben Szomotoron volt orvos, majd 1964–1984 között a királyhelmeci kórház laboráns főorvosa, 1985–1990 között pedig igazgató főorvosa volt. 1990–1991 között a prágai szövetségi gyűlésben az Együttélés Politikai Mozgalom képviselője és a párt alelnöke volt. 1992-től vállalkozó. 1996-ban a Néppárt – Demokratikus Szlovákiáért Mozgalommal (HZDS) együttműködő kisebbségi pártot alapított (Magyar Népi Mozgalom a Megbékélésért és a Jólétért), de tömegbázist nem tudott kialakítani.
Az 1970-es évektől kezdődően Tolvaj Bertalan biztatására kezdte közölni hazai és külföldi vadászélményeit, feljegyzéseit. Festményeket is gyűjtött. Az 1970-es évektől a belbiztonság ügynöke volt Július fedőnévvel.
Fia Gyimesi György (1980) jegyző, politikus.

## Művei
- 1973 Az Ördöngöstől a Hortobágyig
- 1975 A Meru lankáin
- 1976 A Kaukázus ormain
- 1977 Emlékezetes vadászatok
- 1979 Az ismeretlen jóakaró. Irodalmi Szemle
- 1981 Megzabolázott szenvedély
- 1983 Nem a trófeáért
- 1985 Volga menti vadászatok
- 1987 Vadászesztendőm
- 1989 Megvalósult álmok
- 1990 A Kárpátok bércein
- 1996 Ázsia szívében. Somorja
- 1996 Az ígéret földjén. Budapest
- 1996 Négy felvidéki vadászat. Budapest (tsz. Motesíky Árpád)
- 1998 Lovy v Afrike a na Kaukaze
- 2003 Bedrótozott Afrika. Budapest
- 2005 Európai vadászmezőkön
- 2005 Gyimesi György vadászatai
- 2005 Vadászataim a Kárpátokban
- 2006 Ázsia végtelen vadászmezőin
- 2010 Szerelmem, Afrika
- Ami a könyveimből kimaradt (kézirat)